# Perizoma carnetincta
Perizoma carnetincta är en fjärilsart som beskrevs av Paul Dognin 1911. Perizoma carnetincta ingår i släktet Perizoma och familjen mätare. Inga underarter finns listade i Catalogue of Life.